# Лудвиг Ерхард
Лудвиг Ерхард (Фирт, 4. фебруар 1897 — Бон, 5. мај 1977) био је немачки политичар и канцелар Западне Немачке од 1963. до 1966. године.

## Биографија
Од 1913. до 1916. Ерхард је био трговачки шегрт. Након струковног образовања радио је као малопродајни трговац текстилом у очевој трговини.
Године 1916. придружио се немачким војним снагама у Првом светском рату као артиљерац. Борио се у Румунији и био озбиљно озлеђен у близини Ипра (Белгија) 1918. године. Ерхард није више могао да ради као трговац текстилом и почео је да студира економију, прво у Нирнбергу, а касније у Франкфурту на Мајни.
Он и Луизе Шустер су се венчали током његовог боравка у Франкфурту. Године 1925, након што је дипломирао, преселио се у Фирт и постао руководилац у породичној фирми. Након три године, постао је помоћник на институту Institut für Wirtschaftsbeobachtung der deutschen Fertigware, да би касније постао и помоћник директора те исте установе.
Услед претрпљене озледе није морао да се придружи немачким војним снагама у Другом светском рату. Уместо тога радио је на замисли послератног мира; међутим, забранили су је нацисти који су прогласили тотални рат. Као резултат тога 1942. године изгубио је посао, али и даље наставио да ради на идеји у приватности. Године 1944, написао је књигу Kriegsfinanzierung und Schuldenkonsolidierung у којој је навео да је тадашња Немачка већ изгубила рат. Послао је своје мишљење Карлу Фридриху Герделеру — главном човеку Видерштанда (Немачког покрета отпора), који га је касније препоручио својим сарадницима.
Након рата постао је економски саветник америчке војне управе у Баварској, што га је учинило министром економије Баварског кабинета Вилхема Хегнера. Пошто су америчка и британска управа створили Бизону (спојену америчку и британску окупациону зону), 1947. године Ерхард је постао председник Sonderstelle Geld und Kredit-а, стручне организације за финансијску обнову.
Године 1948, Бизонално економско веће га је изабрало за министра економије. Годину дана касније изабран је у парламент Западне Немачке, да би се те исте године придружио ЦДУ-у и постао министар економије кабинета Конрада Аденауера. Након Аденауерове оставке 1963. био је изабран за другог западнонемачког канцелара са 279 гласова за и 180 гласова против. Године 1965, добио је и свој други мандат на месту западнонемачког канцелара.
Дана 26. октобра 1966. распала се коалиција ФДП—ЦДУ, када су министри који су били чланови ФДП поднели оставке. Дана 1. децембра 1966. године, Лудвиг Ерхард поднео је оставку на место западнонемачког канцелара. Његов наследник био је Курт Георг Кизингер (ЦДУ), који је повео велику коалицију (СПД—ЦДУ).
Ерхард је наставио да се бави политиком све до своје смрти 5. маја 1977. године у Бону. Сахрањен је у Гмунду, градићу у близини Тегернзеа у Баварској.